# Hannah Wang
Hannah Wang é uma atriz australiana, nascida dia 18 de abril de 1989. Ela é mais conhecida por interpretar Kenny no programa infantil The Sleepover Club. Ela interpreta uma pessoa muito explosiva.
Hannah Wang mais conhecida como Kenny (Kendra Tam) do clube do travesseiro é australiana vive no personagem que interpreta, o programa é de cinco garotas que tem que passar por fazes dificieis na vida aos treze anos. Elas tem que passar por obstaculos tipo ter encarar os m&ms que sempre aprontam com as meninas: Kenny, Rosie, Fliss, Lindz e Frankie e elas sempre acham um jeito de se vingar.

## Televisão
- Sleeping Beauty ... Namorada de Estudante (2011)
- The Sleepover Club …Kenny (Kendra Tam)(2003)